# Gruetli-Laager
Gruetli-Laager est une municipalité américaine située dans le comté de Grundy au Tennessee.
Selon le recensement de 2010, Gruetli-Laager compte 1 813 habitants. La municipalité s'étend sur 12,56 milles carrés (32,53 km2).
Gruetli est fondée en 1869 par des familles suisses, elle doit son nom à la prairie du Grütli. Laager est nommée en l'honneur de la famille Laager, également originaire de Suisse. En 1980, les deux bourgs forment une seule municipalité sous le nom de Gruetli-Laager.